# Aplicación cívica
Una aplicación cívica es un software de aplicación destinado a la participación de los usuarios en el buen desarrollo público. En las sociedades civiles, las aplicaciones cívicas se crean para el mejoramiento del bien público, el compromiso cívico y generalmente el capital social.

Aplicaciones cívicas tienen por objeto:
- el desarrollo de una ciudadanía comprometida,
- el fortalecimiento de las comunidades locales,
- el crecimiento de la democracia,
- el apoyo a la iniciativa empresarial,
- protección de la naturaleza y el espacio de vida común, etc.

Las aplicaciones cívicas son en cierta y a menudo los servicios de redes sociales, pero lo que las distingue es el objetivo cívico, la misión que fundamenta su existencia.
La interacción entre el usuario y la aplicación es lo que diferencia a las aplicaciones civiles de cualquier servicio de TI (página web, portal) hablar de los temas de cualquier ciudadano, donde la interacción no es necesario y si se dan a menudo toma la forma de comentar en los artículos.
Aplicación Cívico se puede acceder desde un servidor a través de un navegador de Internet (en línea) o el uso de dispositivos móviles, como teléfonos móviles o tabletas (móvil), con menos frecuencia de la unidad local del usuario (sin conexión).
Las ONG e instituciones públicas nacionales se están dando cuenta del valor de las aplicaciones cívicas e invitan a las personas que trabajan en el dominio de Tecnologías de la Información (TICs) para participar en su desarrollo. Muy a menudo se crean como parte de "hackatons",  concursos de desarrollo de TI.
Las aplicaciones cívicas son parte de un gran concepto de tecnologías cívicas, que abarcan gran variedad de aplicaciones cívicas, junto con las herramientas y plataformas de software, lo que permite su desarrollo o alojamiento, y el software de apoyo a los gobiernos locales y nacionales en el desempeño de sus funciones públicas.